# Kuurne
Kuurne (fr. Cuerne) – miejscowość i gmina (gemeente) w Belgii, w Regionie Flamandzkim, w prowincji Flandria Zachodnia, w okręgu Kortrijk.1 stycznia 2024 r. liczyła 14 145 mieszkańców.

## Podział administracyjny
W skład gminy nie wchodzi żadna dzielnica (deelgemeente).

## Współpraca
Miejscowości partnerskie:
- Chiuza, Rumunia
- Kluż-Napoka, Rumunia
- Kuressaare, Estonia
- Marcq-en-Barœul, Francja